# Omo (reka)
Reka Omo (amharsko ኦሞ ወንዝ, latinizirano: Omo Wenizi; imenovana tudi Omo-Bottego) v južni Etiopiji je največja etiopska reka zunaj porečja Nila. Njen tok je v celoti znotraj meja Etiopije in se izliva v Turkansko jezero na meji s Kenijo. Reka je glavni tok endoreičnega drenažnega bazena, Turkanskega porečja.
Porečje je znano po velikem številu fosilov zgodnjih hominidov in arheoloških najdb, kot so zgodnja kamnita orodja, zaradi česar je bilo leta 1980 vpisano na Unescov seznam svetovne dediščine.

## Geografija
Reka Omo nastane skozi sotočje reke Gibe, daleč največjega celotnega pritoka reke Omo, in reke Vabe, največjega levega pritoka Oma na 8°19′N 37°28′E / 8.317°N 37.467°E. Glede na njihovo velikost, dolžino in tokove bi lahko rekli, da sta reki Omo in Gibe ena in ista reka, vendar z različnimi imeni. Posledično se celotno porečje včasih imenuje porečje reke Omo-Gibe. To porečje vključuje del zahodne regije Oromia in sredino regionalne država Južne Etiopije.
Njen potek je običajno proti jugu, vendar z večjim ovinkom proti zahodu pri približno 7° S 37° 30' V do približno 36° V, kjer zavije proti jugu do 5° 30' S, kjer naredi velik S-ovinek nadaljuje svoj južni tok do Turkanskega jezera. Glede na materiale, ki jih je objavila Etiopska centralna statistična agencija, je reka Omo-Bottego dolga 760 kilometrov.
V svojem toku ima Omo-Bottego skupni padec približno 700 metrov od sotočja rek Gibe in Vabe na 1060 metrih do 360 metrov na gladini jezera, in je posledično hiter tok v zgornjem toku, ki ga prekinjajo Kokobi in drugi slapovi in je plovna le na kratki razdalji nad mestom, kjer se izliva v Turkansko jezero, eno od jezer Velikega tektonskega jarka. Spectrum Guide to Ethiopia jo opisuje kot priljubljeno mesto za rafting po divjih vodah septembra in oktobra, ko je reka še vedno visoka zaradi deževne sezone. Njen najpomembnejši pritok je reka Gibe; manjši pritoki so reke Vabi, Denčja, Godžeb, Mui in Usno.
Reka Omo-Bottego je oblikovala vzhodne meje nekdanjih kraljevin Džandžero in Garo. Omo teče tudi mimo narodnih parkov Mago in Omo, ki sta znana po divjih živalih. V bližini reke in v njej živi veliko živali, vključno s povodnimi konji, krokodili in kača Bitis arietans.

## Arheološke najdbe
Celotno porečje reke Omo je pomembno tudi geološko in arheološko. Več kot 50.000 fosilov je bilo identificiranih v spodnji dolini, vključno s 230 fosili hominida iz pliocena in pleistocena. Fosile, ki pripadajo rodoma Australopithecus in Homo, so našli na več arheoloških najdiščih, kot tudi orodja, izdelana iz kvarcita, od katerih je najstarejše staro približno 2,4 milijona let. Ko so jih odkrili, so mislili, da so bila orodja morda del tako imenovane predoldovske industrije, še bolj primitivne od tistega, ki so ga našli v soteski Olduvai. Poznejše raziskave so pokazale, da so grobi videz orodij v resnici povzročile zelo slabe surovine in da uporabljene tehnike in oblike dovoljujejo njihovo vključitev v Oldovan.
Prva arheološka odkritja na tem območju so bila leta 1901 s strani francoske odprave. Najpomembnejše najdbe je kasneje, med letoma 1967 in 1975, opravila mednarodna arheološka ekipa. Ta ekipa je našla številne različne predmete, vključno s čeljustjo človeka avstralopiteka, ocenjeno na približno 2,5 milijona let. Arheologi so našli tudi fosilne fragmente olduvanskih hominidov iz zgodnjega pleistocena in vse do pliocena. Kvarcitno orodje je bilo locirano skupaj z nekaterimi poznejšimi ostanki Homo sapiensa, najdenimi na rečnih bregovih. Od takrat izkopavanja izvajata združena francosko-ameriška ekipa.
Poleg zgodnjih fosilov hominida so v dolini Omo našli raznolike fosile sesalcev in rib.

## Človeški vpliv
Nekateri trenutno menijo, da je bila spodnja dolina Oma križišče tisočletij, ko so se različne kulture in etnične skupine selile po regiji. Do danes so prebivalci Spodnje doline Omo, vključno z Mursi, Suri, Njangatom, Dizi in Me'en preučujejo zaradi njihove raznolikosti.
Italijanski raziskovalec Vittorio Bottego je prvič dosegel reko Omo 29. junija 1896 med svojo drugo afriško ekspedicijo (1895–97) in med to ekspedicijo umrl 17. marca 1897. Reka Omo se je v njegovo čast preimenovala v Omo-Bottego. Herbert Henry Austin in njegovi možje so 12. septembra 1898 dosegli delto reke Omo in ugotovili, da je etiopska ekspedicija, ki jo je vodil Ras Wolda Giyorgis, pred tem 7. aprila izobesila etiopske zastave na severni obali Turkanskega jezera in da je oropala domačine in jih spravila v revščino. Poročnik Alexander Bulatovich je vodil drugo etiopsko odpravo, ki je dosegla jezero 21. avgusta 1899 in je bila enako uničujoča. Kljub temu so Francozi v skupini prvič natančno kartirali številne meandre delte reke Omo. Ta upodobitev reke Omo je ostala v uporabi do leta 1930, ko so italijanski kolonialni kartografi naredili novo in natančnejšo upodobitev reke in njene delte.

## Hidroelektrarne
V porečju reke Omo je več elektrarn in jezov, ki so poimenovani po reki Gilgel Gibe in Gibe, ki sta pritoka reke Omo. Kljub nekoliko zmedenemu poimenovanju so to domače elektrarne in jezovi na reki Omo.

### Elektrarna Gilgel Gibe II
Elektrarna Gilgel Gibe II 7°45′23″N 37°33′45″E / 7.756492664604506°N 37.56255950100352°E je hidroelektrarna na reki Omo z izhodno močjo 420 megavatov (MW). Elektrarna prejema vodo iz vhoda v tunel 7°55′27″N 37°23′16″E / 7.92417°N 37.38778°E na reki Gilgel Gibe v pretočni shemi. Vhod v predor je dolvodno od jezu Gilgel Gibe I, prav tako na reki Gilgel Gibe, s katero tvori kaskado hidroelektrarn.

### Jez Gibe III
Jez hidroelektrarne Gibe III je 243 metrov visok betonski jez z valji s pripadajočo hidroelektrarno na reki Omo v Etiopiji. To je največja hidroelektrarna v Etiopiji z izhodno močjo okoli 1870 megavatov (MW), s čimer se je več kot podvojila skupna instalirana zmogljivost v Etiopiji z ravni leta 2007, ko je znašala 814 MW. O njegovi gradnji je prišlo do polemike, pri čemer je več nevladnih organizacij oblikovalo kampanjo za nasprotovanje. Po mnenju Terri Hathaway, direktorice afriškega programa International Rivers, je Gibe III »najbolj uničujoč jez, ki se gradi v Afriki«. Projekt bi obsodil »pol milijona najbolj ranljivih ljudi v regiji na lakoto in konflikte.« Skupina mednarodnih aktivistov je sprožila spletno peticijo proti projektu jezu v Etiopiji zaradi pomislekov glede človekovih pravic.
Vendar pa je Azeb Asnake, vodja projekta Gibe III za vladnega ponudnika električne energije, dejal, da je bil pripravljen omilitveni ukrep, če bi se kaj zgodilo. Poleg tega je Asnake predvidel nobene negativne posledice projekta in dodal, da je več kot polovica ljudi, ki živijo na tem območju, odvisnih od pomoči v hrani in da je nova postaja nujna, saj trenutno korporacija dobavlja elektriko le za 25 odstotkov. prebivalstva.

## Poplave 2006
Močno deževje leta 2006 je povzročilo, da je Omo poplavil spodnji tok, pri čemer se je v petih dneh do 16. avgusta utopilo najmanj 456 ljudi in obtičalo več kot 20.000 ljudi. Medtem ko je sezonsko močno deževje običajno za ta del države, sta za to tragedijo kriva prekomerna paša in krčenje gozdov. »Reke v Etiopiji imajo manjšo zmogljivost, da zadržijo toliko vode kot leta prej, ker se polnijo z muljem«, je dejala tiskovna predstavnica Svetovnega programa za hrano Paulette Jones. »Potrebna je že manjša intenzivnost padavin ... da se reka v katerem koli delu države razlije.« Sezonske poplave reke Omo so ključnega pomena za domorodne skupine, ki živijo ob njej. Poplava prinese rodoviten mulj in preplavi bregove z vodo, kar omogoča obdelovanje ob rečnih bregovih. Različna ljudstva vzdolž spodnjega Oma, ki vključujejo Turkana, Dassanach, Hamer, Njangatom, Karo, Kvegu, Mursi, Bodi in Me'en, pridobivajo velik del svoje oskrbe s hrano iz pridelave v umaknjenih vodah.
Velika in uničujoča poplava leta 2006 je edina, ki se je zgodila v zadnjih petdesetih letih. Nedavni padec gladine Turkanskega jezera, za katerega je splošno znano, da približno devetdeset odstotkov vode prejme iz dotoka reke Omo, je že povzročil dvig ravni slanosti. Povečana velikost delte, ki zdaj obsega približno 1300 kvadratnih kilometrov, je zagotovila zemljišča za recesijsko pridelavo in pašo za govedo in drugo domačo živino pastirjev in agro-pastirjev, avtohtonih v spodnjem porečju reke Omo.